# Dolichoderus fernandezi
Dolichoderus fernandezi är en myrart som beskrevs av Mackay 1993. Dolichoderus fernandezi ingår i släktet Dolichoderus och familjen myror. Inga underarter finns listade i Catalogue of Life.